# Canal de la Broye
Le canal de la Broye est un canal situé en Suisse dans le Seeland à la frontière des cantons de Vaud, de Fribourg et de Berne, qui remplace le cours de la Broye entre les lacs de Morat et Neuchâtel.
Le canal a une longueur de 8,8 km. La vitesse de navigation est de 15 km/h. Le canal prend sa source dans le lac de Morat plus précisément à Sugiez et se jette dans le lac de Neuchâtel entre Cudrefin et La Tène.

## Histoire
Le canal a été creusé lors des travaux de la première correction des eaux du Jura. Auparavant, la Broye reliait les lacs de Morat et Neuchâtel par un cours sinueux. Le canal a été creusé afin de relier ces deux lacs par une voie navigable relativement droite et correspondant au nouveau niveau d'eau engendré par les travaux ; niveau d'eau inférieur de 2,5 m environ. L'élargissement du canal a eu lieu dans les années 1960.

## Source
- [PDF] Daniel L.Vischer, Histoire de la protection contre les crues en Suisse, Rapports de l'OFEG, Séries Eaux, 2003.